# سعد عبد الوهاب
سعد عبد الوهاب (16 يونيو 1926 - 23 نوفمبر 2004) هو مغني وممثل مصري.

## حياته
مواليد 16 يونيو 1926 م تخرج في كلية الزراعة جامعة القاهرة عام 1949م.
وهو ابن أخ موسيقار الأجيال محمد عبد الوهاب واسمه بالكامل سعد حسن عبد الوهاب

عمل بالإذاعة فور تخرجه كمذيع لمدة خمس سنوات. بدأت ميوله الفنية مبكراً مما جعله يتجه إلى الغناء.اكتشفه المخرج حسين فوزي وقدمه للسينما في فيلم «العيش والملح».وبالرغم من قلة أعماله الغنائية إلا أنها تركت أثر في مجال الغناء العربي.
وقد ابتعد عن الغناء لمدة عشرين عاماً تقريباً عمل خلالها مستشاراً للأغنية الوطنية في الإذاعة بدولة الإمارات العربية المتحدة.
وضع السلام الوطني لدولة الإمارات العربية المتحدة وغناه بنفسه.
من أبرز أغانيه «الدنيا ريشة في هواء»، و«القلب القاسى»، و«من خطوة لخطوة»، و«على فين وخدانى عنيك» و«جنة أحلامي»، و«شبابك أنت»، و«بنات البندر»، و«وشك ولا القمر».

## أفلامه السينمائية
قدم الفنان سعد عبد الوهاب سبعة أفلام سينمائية: العيش والملح وبلدى وخفة وأختى ستيتة وبلد المحبوب مع تحية كاريوكا سيبونى أغنى أمام الفنانة صباح وأمانى العمر مع ماجدة عام 1955 م، وفيلمه الأخير علموني الحب مع الفنانة إيمان، وعبد السلام النابلسي، وأحمد رمزي عام 1957 م.

### من أعماله
- 1949 العيش والملح
- 1950 أختي ستيتة – سيبوني أغني – بلدي وخفة
- 1951 بلد المحبوب
- 1955 أماني العمر
- 1957 علموني الحب

وهو المنظم لالحان النشيد الوطني للأمارات العربية المتحدة

## وصلات خارجية
- سعد عبد الوهاب على موقع IMDb (الإنجليزية)
- سعد عبد الوهاب على موقع الدهليز
- سعد عبد الوهاب على موقع قاعدة بيانات الأفلام العربية
- صفحة سعد عبد الوهاب في موقع الدهليز